# Matt Gilks
Matthew "Matt" Gilks (Rochdale, 4 juni 1982) is een Schots voormalig voetballer die speelde als doelman. Tussen 2000 en 2022 was hij actief voor Rochdale, Norwich City, Blackpool, Shrewsbury Town, Burnley, Rangers, Wigan Athletic, Scunthorpe United, Lincoln City, Fleetwood Town en Bolton Wanderers. Gilks maakte in 2012 zijn debuut in het Schots voetbalelftal en kwam uiteindelijk tot drie interlands.

## Clubcarrière
Gilks speelde in de jeugd van Rochdale en debuteerde daar ook in het seniorenvoetbal. Hij speelde 176 competitiewedstrijden voor de club, voordat hij in 2007 de overstap maakte naar Norwich City. Bij die club kwam hij geen minuut in actie. Een seizoen later vertrok hij naar Blackpool. Gilks werd er tijdens zijn eerste jaar een maand verhuurd aan Shrewsbury Town. Na zijn terugkeer kreeg hij een vaste basisplaats bij Blackpool, waarmee hij onder meer achttien duels in de Premier League speelde.
Na zes seizoenen Blackpool tekende Gilks in juli 2014 een tweejarig contract bij Burnley, dat twee maanden daarvoor naar de Premier League was gepromoveerd. Bij Burnley was hij reservedoelman achter Tom Heaton. Zonder ook maar een minuut voor Burnley te hebben gespeeld, vertrok Gilks in juli 2016 transfervrij naar de Schotse promovendus Rangers. In een half jaar tijd kwam hij niet in actie, waarna hij verkaste naar Wigan Athletic. Hier zette hij zijn handtekening onder een verbintenis voor de duur van anderhalf jaar. Een halfjaar later vertrok Gilks transfervrij naar Scunthorpe United. In zijn eerste seizoen speelde hij drieënveertig wedstrijden, waar hij in het halve jaar erna niet in actie kwam. Hierop verkaste Gilks in januari 2019 naar Lincoln City. Na een halfjaar stapte hij transfervrij over naar Fleetwood Town. Medio 2020 werd Bolton Wanderers zijn nieuwe club. Gilks zette in januari 2022 op negenendertigjarige leeftijd een punt achter zijn actieve loopbaan.

## Interlandcarrière
Gilks maakte op 15 augustus 2012 zijn debuut in het Schots voetbalelftal. Op die dag werd een vriendschappelijke wedstrijd tegen Australië met 3–1 gewonnen. De doelman begon op de bank en viel na drieëntwintig minuten in voor Allan McGregor. Tijdens dit duel maakte ook Ian Black (Rangers) zijn debuut voor de nationale ploeg.
| Interlands van Matt Gilks voor Schotland | Interlands van Matt Gilks voor Schotland | Interlands van Matt Gilks voor Schotland | Interlands van Matt Gilks voor Schotland | Interlands van Matt Gilks voor Schotland | Interlands van Matt Gilks voor Schotland |
| №                                        | Datum                                    | Wedstrijd                                | Uitslag                                  | Competitie                               | Goals                                    |
| Als speler bij Blackpool                 | Als speler bij Blackpool                 | Als speler bij Blackpool                 | Als speler bij Blackpool                 | Als speler bij Blackpool                 | Als speler bij Blackpool                 |
| ---------------------------------------- | ---------------------------------------- | ---------------------------------------- | ---------------------------------------- | ---------------------------------------- | ---------------------------------------- |
| 1                                        | 15 augustus 2012                         | Schotland – Australië                    | 3 – 1                                    | Vriendschappelijk                        |                                          |
| 2                                        | 14 november 2012                         | Luxemburg – Schotland                    | 1 – 2                                    | Vriendschappelijk                        |                                          |
| 3                                        | 10 september 2013                        | Macedonië – Schotland                    | 1 – 2                                    | WK 2014 kwalificatie                     |                                          |

## Erelijst
| Championship | 1 | 2015/16 |